# 90 minuti
90 minuti (abreviado como 90´M) fue un programa de humor deportivo presentado por Miki Nadal y Graciela Álvarez Lobo que analiza en tono desenfadado la información deportiva sobre el Real Madrid. Se estrenó en Real Madrid TV el 8 de junio de 2016. El título del programa se basa en la famosa frase de Juanito, "90 minuti en el Bernabéu son molto longos". A raíz del Covid 19 se canceló el 11 de marzo de 2020.

## Formato
Un  informativo de deportes en tono de humor. Una visión divertida de la actualidad deportiva. Cada día salen a la calle, con su reportero Yonyi, para tener en cuenta la opinión de los espectadores. El periodista Nacho Gómez analiza en el Media Punta la prensa deportiva. 

## Equipo del programa

### Presentadores
- Miki Nadal
- Graciela Álvarez Lobo

### Colaboradores
- Nacho Gómez Hermosura "El mediapunta"
- Yonyi Arenas

### Antiguos colaboradores
- María Gómez (2016-2017)
- Mary Ruiz (2016-2017)

## Secciones
Nota: Lista incompleta
- Fan Zone: Yonyi Arenas sale a la calle para sus reportajes sobre los partidos del Madrid.
- El media punta: Nacho Gómez Hermosura comenta con Miki y Graciela la prensa deportiva.
- 100% 90 Minuti: Recopilación de breves sketches humorísticos hechos por el programa sobre diversos temas, casi siempre dejando en ridículo a más de un periodista.
- Diver-periodismo: Recopilan "chistes" o juegos de palabras en la prensa deportiva.
- Mikileaks: Miki busca y comenta noticias inventadas por él mismo en referencia a ls actualidad deportiva.
- Visto en televisión: Resumen de lo mejor de la última jornada en televisión.
- Aquellos maravillosos audios: Rememoran algún audio mítico de la radio española deportiva.
- El sillónbol: Repasan la jornada desde un sillón
- En propia puerta: Nos recuerdan los momentos más divertidos de la historia de 90 minuti en forma de sketch, casi siempre son parodias de Miki.
- Noches de radio: Recopilan los últimos mejores momentos de la radio deportiva.
- Manual de nuevo periodismo: Sección donde enseñan los mejores momentos de las periodistas en TV.
- Maneras de criticar al Madrid: Recopilan las críticas que hacen sobre el Madrid.
- La cantera: Sección donde unos niños hablan a su manera sobre un tema que se les formula en un pregunta sobre el fútbol.
- Los 40 retratados: Parodia de Los 40 Principales donde "retratan" a algún periodista que comete algún fallo en directo.
- Desinforme Robinson: Miki parodia a Michael Robinson en su programa Informe Robinson
- Mundo Mikildini (antes Fiebre Mikildini): Miki parodia a Julio Maldonado "Maldini" en su programa de YouTube.
- Miki Estrada: Miki parodia al famoso "periodista" Pipi Estrada. Es una de las secciones más populares del programa.
- El peliculé: Hacen una cartelera con montajes de películas con periodistas que han protagonizado algún momento polémico.
- Equipo de imaginación: Parodia de Equipo de investigación donde Graciela hace de Gloria Serra y Miki parodia al periodista Manuel Esteban "Manolete" en Estudio Estadio con nombre Mikilete donde hace de un personaje anónimo.
- Clases de recuperación: Sección donde se buscan a periodistas que han cometido fallos en directo o tienen alguna asignatura pendiente.
- Ensaladilla rosa: Parodia de Aquí hay tomate y Salsa Rosa donde comentan la actualidad deportiva con forma de prensa del corazón.
- Tweet Peaks: Parodia de Twin Peaks donde comentan los zascas más divertidos de los periodistas en Twitter
- Culevisión Española: Sección donde repasan la televisión nacional (Teledeporte) en busca de comentarios de culés hacia el Real Madrid.
- Premios 90 minuti: Parodia de los premios The Best, donde se otorgan premios a los periodistas que han protagonizado algún momento polémico.
- Retratos de Goya: Equivalente de los premios 90 minuti, parodia de los premios Goya.
- Pesadilla en la prensilla: Parodia de Pesadilla en la cocina donde Miki hace de Alberto Chicote con nombre Alberto Mikote comentando las últimas críticas de los periodistas hacia el Madrid.
- De VAR en peor: Sección en donde revisan el uso del VAR en la Liga con Miki parodiando al exárbitro Iturralde González como el Turras González.
- Cantadas: Momentos musicales de la temporada.
- Al Blanco vivo: Miki imita al famoso Antonio García Ferreras para dar lecciones de periodismo a los periodistas que critican al Madrid.
- Tu caraja me suena: Parodia de Tu Cara Me Suena donde retratan a periodistas usando un modo más musical.
- El consultorio de Bobby : Miki parodia al periodista y amante de la comida Roberto Gómez.
- Un dos tres... inventa otra vez : Parodia de Un dos tres... responda otra vez usando portadas contra jugadores del Madrid. Juegan Graciela y Nacho y siempre "pierde" este último.
- Zascman: Parodia del videojuego Pac-Man donde se recopilan los mejores zascas de Miki a los periodistas de la taberna.

## Temporadas y programas
| Temporada | Temporada | Programas         | Estreno             | Final               | Audiencias |
| --------- | --------- | ----------------- | ------------------- | ------------------- | ---------- |
|           | 1         | 185 (+1 especial) | 8 de junio de 2016  | 22 de junio de 2017 | 0,7%       |
|           | 2         | 135               | 24 de julio de 2017 | 26 de junio de 2018 |            |
|           | 3         | 137               | 6 de agosto de 2018 | 4 de julio de 2019  |            |
|           | 4         | 97                | 5 de agosto de 2019 | 11 de marzo de 2020 |            |
| Total     | Total     | 554               | 2016                | 2020                |            |

## Premios
- Premio Teleaudiencias 2017 al mejor programa deportivo

## Programas especiales
- Programa 100 (26 de diciembre de 2016)
- A por la Duodécima (11 de mayo de 2017)
- Programa 177, aniversario 1 año (8 de junio de 2017)
- 90 minuti Extra (26 de junio de 2017-21 de julio de 2017)
- Programa 200 (24 de agosto de 2017)
- Programa 300 (17 de mayo de 2018)
- Programa 400 (7 de marzo de 2019)
- Programa 500 (5 de noviembre de 2019)